# Estuardo Maldonado
Estuardo Maldonado (Píntag, 1928-Quito, 2023) fue un escultor latinoamericano y el pintor inspirado en el movimiento Constructivista. Maldonado fue miembro de VAN (Vanguardia Artística Nacional), el grupo de los pintores Informalistas fundado por Enrique Tábara.  Otros miembros de VAN incluyeron, Aníbal Villacís, Luis Molinari, Hugo Cifuentes, León Ricaurte y Gilberto Almeida.  Maldonado  la presencia internacional es en gran parte debido a su participación en encima cien exposiciones exteriores de Ecuador.

## Biografía
Nacido en Píntag, un poblado cerca de Quito. Maldonado salió de casa a temprana edad para observar y aprender de naturaleza.
Estudió arte en la Escuela de Bellas artes en (Guayaquil)  En 1953, Maldonado enseñaba dibujo e historia de arte en la Escuela americana de Guayaquil.  En 1955, Maldonado viajó la costa Ecuatoriana en su estadía retrato rostros y paisajes de la cfo.
En 1955, Maldonado aguantó sus primeras exposiciones en Guayaquil, Portoviejo, y Esmeraldas.  En 1956, Benjamín Carrión invitó Maldonado para exhibir en la Casa de la cultura Ecuatoriana que le hace el primer artista Ecuatoriano para exhibir escultura en Quito y Guayaquil.  En 1957, Maldonado puso fuera para Europa en una beca y viajado a Francia, Alemania, Suiza y el Netherlands y resuelto en Roma, Italia.  Maldonado Atendió la Academia de Bellas artes de Roma y la Academia de San Giacomo.
Maldonado  el trabajo describe abstracciones de naturaleza. Sus raíces ancestrales son también evidentes en algunos de sus trabajos basaron en imaginería precolombina de su zona andina nativa. Al mismo tiempo,  está interesado en el palpitation del Universo de evolucionar. Es debido a esta curiosidad inherente con adelanto e historia que  tiene un sitio dentro del movimiento de arte Constructivista latinoamericano.
Vladimir Tatlin fundó Constructivismo en Rusia en 1913. Influido por Futurismo y Cubismo, este movimiento está basado en formas abstractas , geométricas y está relacionado con ideas arquitectónicas. El movimiento Constructivista hizo su manera a Latinoamérica por manera de Joaquín Torres García y Manuel Rendón.  El universalismo constructivo es un estilo innovador  creado por Joaquín Torres García quién después viviendo en Europa para encima cuarenta años, regresados a su tierra nativa, Uruguay y traído con él conceptos artísticos nuevos. El universalismo constructivo combina referencias al mundo Precolombino con las formas geométricas de Constructivismo europeo.
Durante la década del sesenta, Estuardo Maldonado introdujo signos arqueológicos a sus obras constructivistas. Luego la “S”, signo que puede encontrar en varias culturas primitivas, como en la  Valdivia, se convirtió  para él  en un componente plástico esencial, lo que lo ha llevado a infinitas posibilidades.  En 1972 trabajo con el acero inoxidable en la creación de sus obras. En 1994 empezó  a realizar sus hipercubos e hiperesferas.
Maldonado  el trabajo ha sido celebrado durante el mundo para exitosamente combinando naturaleza con innovación mientras dirigiendo la relación a sus raíces andinas.
En 2009, Maldonado estuvo otorgado el Premio Eugenio Espejo, la mayoría de Premio Nacional prestigioso de su país para Arte, la literatura y La Cultura presentadas por el presidente de Ecuador.

A pesar de que mi arte sea actualmente en su totalidad de carácter moderno, tuve que pasar por un proceso necesario para llegar a tal nivel de criterio estético. No se puede salir corriendo si primero no se aprende a gatear...”.
Estuardo Maldonado

## Museos y exposiciones
En 2000 luego de estudiar y permanecer en Europa por 43 años en medio de su trabajo e integrándose en los procesos culturales y artísticos de la vanguardia europea, regresó al Ecuador para publicar el fruto de sus investigaciones constantes. Sus obras se encuentran en 20 museos internacionales. El también premio Eugenio Espejo ha realizado más de 200 exposiciones a escala nacional e internacional.
- 1956 - Casa de Cultura Ecuatoriana, Guayaquil, Ecuador
- 1964 - Bienal de Venice, Venice, Italia
- 1974 - Centro para los Estudios Internacionales de Arte Constructivista, Bonn, Alemania
- 1974 - Marcon IV Galería, Roma, Italia
- 1977 - Corrientes Abstractas en Arte Ecuatoriano: Pinturas por: Gilbert, Rendon, Tábara, Villacís, Molinari y Maldonado. Centro para Relaciones Interamericanas, Nueva York, EE. UU.
- 1985 - Primer Simposio latinoamericano de Escultura de Santo Domingo, República Dominicana
- Museo de 1985 #Arte de la América, Organización de Estados americanos (OAS), Washington D. C.
- 1986 - Embajada Ecuatoriana, Portuario-au-Prince, Haití
- 1987 - I Pintura Internacional Bienal de Cuenca de Río, Cuenca de Río, Ecuador
- 1987 - Museo de Arte hispánico Contemporáneo (MoCHA), Nueva York
- 1988 - XX Bienal de São Paulo, São Paulo, Brasil
- 1991 - Maestros de Latinoamérica, Nagoya, Japón
- 1994 - Galería de Nadar Arte, República Dominicana
- 1998 - Museo de Arte italiano, Lima, Perú
- 2000 - Pontifica Universidad católica de Ecuador
- 2000 - Museo de Arte Moderno, Santiago, Chile
- 2000 - Exposición, Perth, Australia Occidental
- 2001 - Exposición Centro Cultural Metropolitano de Quito, Ecuador.
- 2002 - Antología"1945-2002", Pontificia Universidad Católica de Ecuador.
- 2002 - Sala Municipal de Exposiciones de Valencia. L'Almudí.Valencia, España
- 2003 - Museo Luis González Robles Alcalá de Henares. Madrid, España[9]
- 2004 - Banco Central del Ecuador. Quito, Ecuador.
- 2004 - Galería Arte Jorge Ontiveros. Madrid, España[9]
- 2004 - Sala Ayuntamiento L'Olleria. ValenciaSpain
- 2005 - Exposición en Chicago. Galería Aldo Castillo.
- 2005 - Fundación Jaume II el Justo. Real Monasterio Santa María Valldigna. Generalitat  Valenciana (Simat de Valldigna).
- 2005 - Sala Exposiciones Ayuntamiento de Elche. Alicante. España
- 2005 - Aldo Castillo Galería, EE. UU. de Chicago
- 2006 - El Katzen Centro de Arte en Universidad americana, Washington D. C., EE. UU.
- 2006 - Sala Autoral, Estuardo Maldonado, Museo Antropológico y de Arte Contemporáneo (MAAC), Guayaquil, Ecuador.
- 2007 - Galería de Arte "CosmoArte Siglo XXV". Alicante, España
- 2008 - Ministerio de Integración y Comercio Extranjeros - Embajada Ecuatoriana en Alemania, Berlín, Alemania.
- 2008 - ArtMadrid. Madrid. España[9]
- 2008 - Sala de Exposiciones Parque de atracciones "Terra Mitica" . Benidorm. Alicante, España
- 2008 - Expo Zaragoza 2008. Pabellón de las Artes de Telefónica. Zaragoza, España.